# Moai

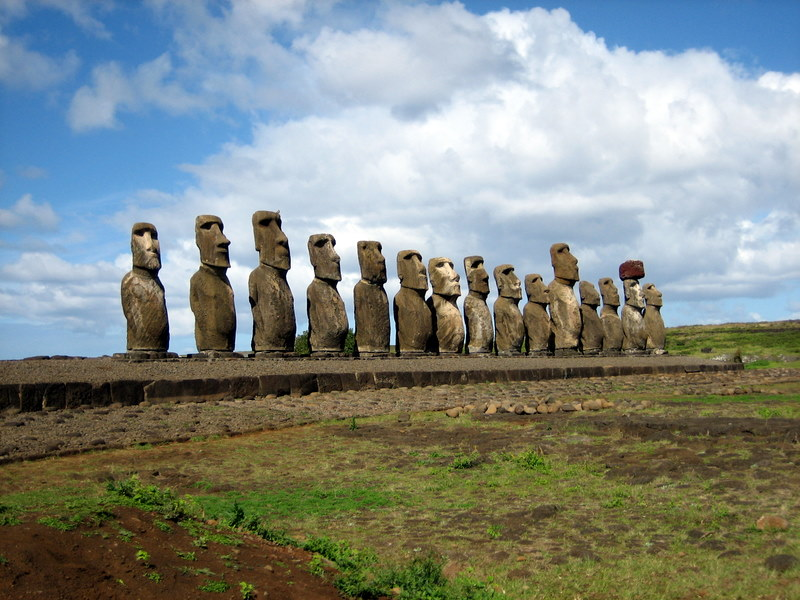
Statui Moai pe platforma Ahu Tongariki.

Harta Insulei Paștelui cu poziția platformelor ahu

Moai sau mo'ai sunt figurile umane monolitice sculptate din piatră de pe insula polineziană a Paștelui, Chile. Au fost sculptate între anii 1250 și 1500. Aproape jumătate sunt încă la Rano Raraku, cariera principală Moai, dar alte sute au fost transportate de acolo și așezate pe platforme din piatră numite ahu de-a lungul perimetrului insulei. Aproape toate statuile Moai au capetele mari în raport cu dimensiunile trupurilor lor. O statuie cântărește 14 tone. 